# Necrophagus
Necrophagus (comercialitzada en anglès com Graveyard of Horror) és una pel·lícula espanyola de terror del 1971 escrita i dirigida per Miguel Madrid (amb el pseudònim de Michael Skaife) en el seu debut com a director. Es diferencia de les pel·lícules de fantaterror d'aleshores per l'absència de violència gràfica explícita i la manca de nus femenins.

## Sinopsi
Michael Sherrington és un noble que viu a un castell d'Escòcia i descobreix la mort de la seva esposa durant el part i la desaparició del seu germà, el científic comte Bimbrook. Quan comença a investigar descobreix que el seu germà ha estat enterrat viu i és alimentat amb nutrients especials que l'han convertit en un monstre vegetal aficionat a menjar carn humana.

## Repartiment
- Bill Curran - Michael Sherrington
- Catherine Ellison - Lady Anne
- Frank Braña - Dr. Lexter
- J.R. Clarke - Inspector Harrington
- Titania Clement - Lilith
- Beatriz Elorrieta - Margaret

## Recepció
Tot i que Luis Vigil a Nueva Dimensión li va ressenyar molt males crítiques fou guardonada amb el Premi a la millor direcció a la IV Setmana Internacional de Cinema Fantàstic i de Terror de Sitges de 1971.